# François Mauriceau

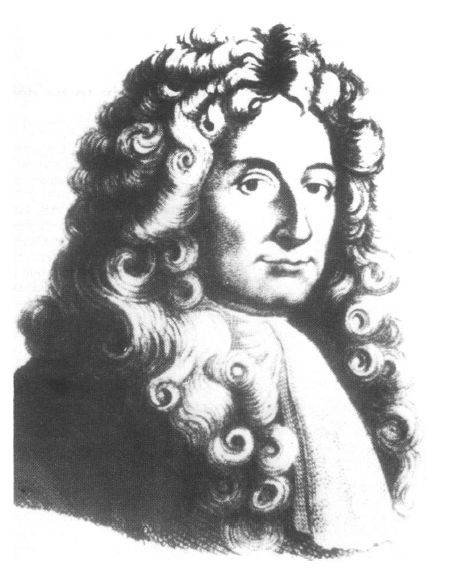
François Mauriceau.

François Mauriceau, född 1637 i Paris, död där den 17 oktober 1709, var en fransk kirurg och obstetriker. 
Mauriceau var egentligen inte läkare utan kirurg med butik under den gula skylten med märket le bon medicin. Hans titel var Chirurgien juré et maistre ès arts men han uppnådde redan i unga år att bli Prévôt vid det kirurgiska kollegiet (Saint Côme), där han undervisade och ledde övningarna på kadaver. Omkring 1660 var han anställd vid Hôtel-Dieu de Paris, där han ledde födslarna, och han utbildade sig speciellt inom förlossningskonsten. 
Han skrev Traité des maladies des femmes grosses et de celles, qui sont novuellement accouchées (1668), vidare Observations sur la grossesse et l'accouchement des femmes et sur leurs maladies et celles des enfants nouveaunés (1695), en bok, som innehåller förträffliga observationer och som behöll sitt värde långt fram i tiden. 
"Traité" översattes till engelska av Hugh Chamberlen, som i företalet nämner till en hemlighet (förlossningstången), som endast han och hans familj kände till. Också i verkets andra bok, kapitel 17, talar han om möjligheten av att få ut barnet utan att använda hakar eller vändning. Med Mauriceaus handgrepp förstår man införandet av högra pekfingret i barnets mun och framdragande, efter att vänstra handen på ett bestämt sätt har fattat om dess hals.